# Alfréd Jindra
Alfréd Jindra, född 31 mars 1930 i Prag, död 7 maj 2006 i Prag, var en  tjeckoslovakisk kanotist.
Han blev olympisk bronsmedaljör i C-1 10000 meter vid sommarspelen 1952 i Helsingfors.